# Fußball-Amateurliga Bremen 1956/57
Die Fußball-Amateurliga Bremen 1956/57 war die achte Spielzeit der höchsten Amateurklasse des Bremer Fußball-Verbandes. Meister wurde der Bremer SV.

## Abschlusstabelle
| Platz | Verein                   | Sp. | Tore  | Punkte |
| ----- | ------------------------ | --- | ----- | ------ |
| 1.    | Bremer SV (M)            | 28  | 71:27 | 42:14  |
| 2.    | Werder Bremen Amat. (N)  | 28  | 70:31 | 42:14  |
| 3.    | Bremen 1860              | 28  | 68:34 | 41:15  |
| 4.    | SV Grohn                 | 28  | 46:34 | 30:26  |
| 5.    | Polizei SV Bremen        | 28  | 58:48 | 30:26  |
| 6.    | Bremerhaven 93 Amat. (N) | 28  | 62:47 | 29:27  |
| 7.    | SV Woltmershausen        | 28  | 48:48 | 29:27  |
| 8.    | SV Hemelingen            | 28  | 39:53 | 27:29  |
| 9.    | Eintracht Bremen         | 28  | 56:62 | 26:30  |
| 10.   | TSV Wulsdorf             | 28  | 38:45 | 26:30  |
| 11.   | TuS Walle                | 28  | 43:66 | 25:31  |
| 12.   | Blumenthaler SV          | 28  | 52:53 | 23:33  |
| 13.   | TuRa Bremen              | 28  | 37:50 | 22:34  |
| 14.   | TuS Arsten               | 28  | 29:62 | 15:41  |
| 15.   | ETSV Kirchweyhe          | 28  | 27:84 | 13:43  |

(M) Meister der Vorsaison

(N) Aufsteiger

## Aufstieg und Deutsche Amateurmeisterschaft
Als Bremer Vertreter nahm der Bremer SV an der anschließenden Aufstiegsrunde zur Oberliga Nord teil, hatte aber dort keinen Erfolg.
Die Amateure von Werder Bremen nahmen an der Deutschen Amateurmeisterschaft 1957 teil und schieden durch eine 2:3-Niederlage gegen den BFC Alemannia 90 aus.